# Orci
Orci község Somogy vármegyében, a Kaposvári járásban.

## Fekvése
A megyeszékhelytől, Kaposvártól északkelet felé található, alig nyolc utcából álló kisközség négy kilométerre keletre fekszik a városhoz tartozó Toponártól. Közúton a 6505-ös útból kiágazó 65 112-es számú mellékúton érhető el, amely innen még továbbvezet a zsáktelepülésnek számító Zimány központjába. A község nyugati részén folyik el az Orci-patak, amely Taszárnál a Kaposba torkollik.

## Nevének eredete
Neve puszta személynévből keletkezett magyar névadással. A nyelvészek szerint az alapjául szolgáló személynév egy Ort- előtagú ófelnémet személynévnek lehet a becézett alakja (Orthold, Ortlieb, Ortmann). Az ezt követő írásos előfordulásai a következők: Orzy (1404), Orchy (1536. évi adólajstrom), Orczy (1542) és Orchÿ (1554). A mai Orci névalak a helyesírás szabályozása után került rögzítésre a település nevének ejtése alapján.

## Története
Első írásos említése az 1332–1337. évi pápai tizedjegyzékben található, ekkor Orcze alakban írták.
A középkori falu a török időkben elnéptelenedett, lakói valószínűleg biztonságosabb helyre költözködtek. Egyes adatok szerint még 1715-ben 15 család lakta, s 1748-ban még láthatóak voltak a falu végén az egykori templom romjai. 1733-ban az Orczy család lett a település földesura, rajta kívül a Kegyes Tanítórendnek volt itt nagyobb birtoka. Később többször változtak a birtokosai, így a Zankó, a Wlassich és a Szalay család tagjaié volt a község. A 17–18. században pusztává lett falut az Orczy család akkori tagjai telepítették be új lakosokkal; a feltételezések szerint a Nyugat-Dunántúlon levő birtokaikról hozott református családokkal.
Orcinak volt egy ikertelepülése, a tőle északra található, római katolikus lakosságú Tömörke, amely távolabb esett az úttól, tehát fekvése sokkal biztonságosabb volt. A középkorban jelentékeny falu lehetett, ezt bizonyítják a 18. század eleji anyakönyvek is; lélekszáma elérte Orciét. 1756-ig lakossága népes, azután rohamosan csökken, 1826-tól pedig eltűnik a matrikulákból.
Orci lakossága 1836-ban volt a legmagasabb: 580 fő.

## Közélete

### Polgármesterei
- 1990–1994: Szlávik József (független)[3]
- 1994–1998: Szlávik József (független)[4]
- 1998–2002: Szlávik József (független)[5]
- 2002–2006: Szlávik József (független)[6]
- 2006–2010: Sovák Lajos (független)[7]
- 2010–2014: Vass Ferenc (független)[8]
- 2014–2019: Vass Ferenc (független)[9]
- 2019–2024: Vass Péter (független)[10]
- 2024– : Vass Péter Tamás (független)[1]

## Népesség
A település népességének változása:
| Lakosok száma | 550  | 565  | 559  | 562  | 522  | 535  | 520  |
|               | 2013 | 2014 | 2015 | 2021 | 2022 | 2023 | 2024 |

A 2011-es népszámlálás során a lakosok 81,3%-a magyarnak, 0,4% cigánynak, 0,5% lengyelnek mondta magát (18,7% nem nyilatkozott; a kettős identitások miatt a végösszeg nagyobb lehet 100%-nál). A vallási megoszlás a következő volt: római katolikus 51,3%, református 7,1%, evangélikus 0,9%, felekezet nélküli 13,9% (26,2% nem nyilatkozott).
2022-ben a lakosság 92,9%-a vallotta magát magyarnak, 0,8% németnek, 0,6% cigánynak, 0,2% románnak, 0,2% lengyelnek, 2,1% egyéb, nem hazai nemzetiségűnek (7,1% nem nyilatkozott; a kettős identitások miatt a végösszeg nagyobb lehet 100%-nál). Vallásuk szerint 33,5% volt római katolikus, 6,7% református, 0,6% evangélikus, 0,2% görög katolikus, 0,4% egyéb keresztény, 1,1% egyéb katolikus, 19,7% felekezeten kívüli (37,7% nem válaszolt).

## Nevezetességei
Római katolikus templomát az Orczy család a 18. században építtette (a pontos évszám nem ismert). Az egyszerű barokk műemléképületet később átalakították, majd a 20. században megnagyobbították (mérete: 10 méter × 6 méter). A falu 1968-ig a taszári plébánia filiája volt, jelenleg Toponárhoz tartozik.
A község első, 1737-ben épített református templomát a vármegye 1751-ben leromboltatta, helyébe az új 1844–47 között épült. Híveit sokszor anyakönyvezték a katolikusok között. A református vallású lakosság fokozatosan csökkent az úgynevezett egykézés miatt. A 19 század végén évente már csak egy-három gyermeket kereszteltek.

## Híres orciak
- Kunffy Lajos (1869 – 1962) festőművész.
- Dr. Kolber István (1954 - ) politikus.

## Díszpolgárok
- Dr. Kolber István (2004)
- Baracsi Lajos     (2005)
- Baranyai János    (2006)
- Neuhoffer László  (2018)
- Szlávik József    (2018)